# Zuidpoldermolen
De Zuidpoldermolen is een rietgedekte achtkante binnenkruier poldermolen in Edam.
De molen is waarschijnlijk in 1670 gebouwd om de Zuidpolder te bemalen op de Schermerboezem. Tussen 1864 en 1894 is de molen vervijzeld. De polder heeft in 1875 versterking gekregen van een stoomvijzelgemaal. Nadat die in 1949 in capaciteit werd opgevoerd, is de molen buiten gebruik gesteld.
De molen is nog wel maalvaardig. Hij is bewoond, en niet te bezoeken. De molen is eigendom van Vereniging De Hollandsche Molen.